# الدار البيضاء (محافظة الطائف)
الدار البيضاء؛ قرية سعودية، تتبع مركز الهدا التابع لمحافظة الطائف في منطقة مكة المكرمة.